# گلا بابلوانی
گلا بابلوانی (گرجی: გელა ბაბლუანი؛ زادهٔ ۱ ژانویهٔ ۱۹۷۹) کارگردان فیلم گرجستانی-فرانسوی است. وی پسر تیمور بابلوانی است.